# توم فيرنون
توم فيرنون (بالإنجليزية: Tom Vernon)‏ هو كاتب بريطاني، ولد في 23 أبريل 1939 في لندن في المملكة المتحدة، وتوفي في 11 سبتمبر 2013 بسبب نوبة قلبية.

## وصلات خارجية
- توم فيرنون على موقع IMDb (الإنجليزية)